# 沙坦 (涅夫勒省)
沙坦（法語：Châtin，法語發音：[ʃatɛ̃]）是法国涅夫勒省的一个市镇，属于希农堡（城）区。

## 地理
沙坦（47°5'47"N, 3°52'24"E）面积12.99 平方千米，位于法国勃艮第-弗朗什-孔泰大區涅夫勒省，该省份为法国中部省份，北至约讷省，西北接卢瓦雷省，西接谢尔省，南至阿列省，东南接索恩-卢瓦尔省，东临科多尔省。
与沙坦接壤的市镇（或旧市镇、城区）包括：莫尔旺地区蒙蒂尼、莫尔旺地区圣伊莱尔、布利姆、绍马尔、科朗西、多马坦。

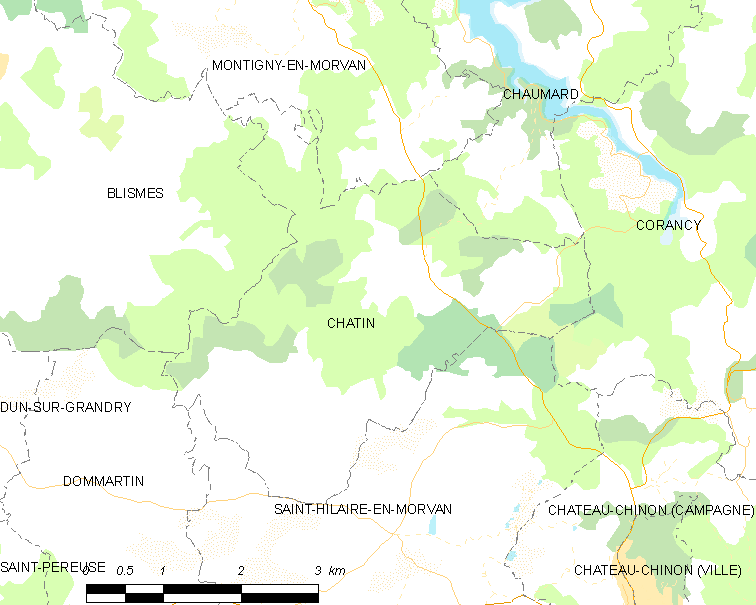
的OSM定位图

沙坦的时区为UTC+01:00、UTC+02:00（夏令时）。

## 行政
沙坦的邮政编码为58120，INSEE市镇编码为58066。

## 政治
沙坦所属的省级选区为希农堡县。

## 人口

1962-2008年间人口变化图示

沙坦于2022年1月1日时的人口数量为83人。